# Cornelis Boscoop
Cornelis Boscoop (1525 (1531?) - 1573) was een Nederlandse organist en componist. Als organist van de Oude Kerk in Amsterdam ging hij Jan Pieterszoon Sweelinck op die plaats in die functie voor.

## Zijn werk
Over Boscoops leven is weinig bekend. Boscoop was van 1 mei 1554 tot maart 1573 in Delft werkzaam als organist in de Oude Kerk. daarna tot zijn dood (oktober 1573) in Amsterdam, eveneens aan de Oude Kerk (zie de studie van Drs. J.A. Bank). Zijn enige overgeleverde werk zijn de vijftig psalmen Davids uit 1562 (vermoedelijk eerste druk). Dit werk beleefde in 1568 in Düsseldorf een herdruk, waarvan minstens één exemplaar volledig bewaard is gebleven, en is opgedragen aan de hertog van Braunschweig en Lüneburg, Erik II (Calenberg-Göttingen). Het opschrift op het titelblad van de tenorpartij luidt: "Psalmen Dauid/ Vyfftich/ mit vier partyen/ zeer zuet ende lustich om singen en speelen op verscheiden instrumenten/ gecomponeerd door M. Cornelius Buschop". De opdracht is gedateerd op januari 1568 en vermeldt tevens "tho Delft", waarbij het niet duidelijk is of Boscoop daar slechts kortstondig verbleef of er eventueel te dien tijde leefde en werkte.
Boscoop vond zijn Nederlandse psalmteksten in de toentertijd wijd verspreide Souterliedekens, een bewerking van de Psalmen in rijmvorm, toegeschreven aan Willem van Zuylen van Nijevelt. De keuze uit de 150 Psalmen is gevarieerd en betreft zowel de dank- en boetepsalmen als de Lofzangen. In elk geval grijpen Boscoops zettingen niet terug naar de bekende melodieën van de Souterliedekens, die de kerkgangers meestal wel kenden, maar componeerde hij overwegend zelfstandige stukken. 
Veel van de motetten zijn vormelijk driedelig opgebouwd, A-B-C, waarbij de begin- en slotdelen gewoonlijk herhaald worden en in de herhaling een andere tekst krijgen. Enkele van de psalmzettingen vertonen een melodisch-harmonische voortgang waarbij middeleeuwse kenmerken aan de vernieuwingen van de Renaissance worden gekoppeld. De ritmische expressie, die sterk door de toonval en het ritme van de Nederlandse taal beïnvloed is, geeft menige psalmzetting een bijzonder bekoorlijk karakter.